# Akşehir (stad)
Akşehir (Witte stad van het Turks ak: wit, en het Perzisch shahr: stad) is een stad en een gelijknamig district in de provincie Konya in Turkije. De stad telt ongeveer 65.000 inwoners.
In het Romeinse Rijk en het Byzantijnse Rijk was de stad bekend onder de naam Philomelium.

## Bezienswaardigheden

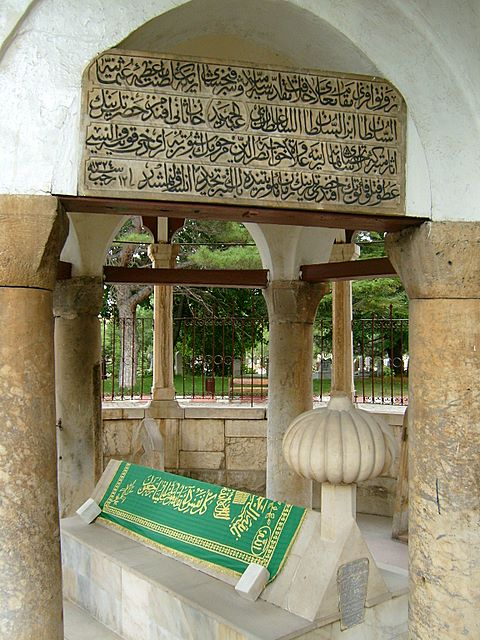
Graftombe van Nasreddin Hodja

Een van de bezienswaardigheden is de graftombe van Nasreddin Hodja, ter ere van wie er jaarlijks feestelijkheden zijn tussen 5 juli en 10 juli.
- Bibliothèque nationale de France: cb13560532p (data)
- Library of Congress Control Number: n80056733
- Nationale Bibliotheek van Israël: 987007548057105171
- Système universitaire de documentation: 052519236
- Virtual International Authority File: 144243169